# 11254 Konkohekisui
11254 Konkohekisui este un asteroid din centura principală de asteroizi.

## Descriere
11254 Konkohekisui este un asteroid din centura principală de asteroizi. A fost descoperit pe 18 februarie 1977 la Kiso de Hiroki Kosai și Kiichiro Hurukawa. Asteroidul prezintă o orbită caracterizată de o semiaxă mare de 2,46 ua, o excentricitate de 0,18 și o înclinație de 5,6° în raport cu ecliptica.